# Poemas humanos
Poemas humanos es el título de un conjunto de poemas escritos por el poeta peruano César Vallejo, entre 1931 y 1937, perteneciente a su etapa de realismo socialista, y que fueron publicados póstumamente, organizados en un volumen, bajo la supervisión de Georgette Vallejo (viuda del poeta) y Raúl Porras Barrenechea, y con colofón de Luis Alberto Sánchez y Jean Cassou (París, Les Editions des Presses Modernes au Palais Royal, julio de 1939). 
Esta edición parisina englobaba también otros poemas de Vallejo escritos entre 1923 y 1929 (conocidos después como Poemas en prosa), y el poemario titulado España, aparta de mí este cáliz. Años después, en una nueva edición de la poesía completa de Vallejo (Lima, Francisco Moncloa Editores S. A, 1968), quedó definido el nombre de Poemas humanos para un grupo de 76 poemas póstumos, diferenciados de los Poemas en prosa (estos últimos 19 en total). 
Por lo general, la crítica ha considerado a los Poemas humanos como lo mejor de la producción poética de Vallejo, que lo acerca mucho más al concepto de “universalidad” que sus anteriores creaciones.

## Origen del título
La historia muy referida dice que durante la edición parisina de 1939 los encargados de tal labor (Georgette Vallejo y Raúl Porras Barrenechea) no sabían qué título poner a un grupo de 91 poemas que Vallejo dejara reunidas en una carpeta y sin ninguna indicación (a diferencia del poemario "España, aparta de mí este cáliz" que había sido dejado por el poeta listo para la prensa). De pronto recordó Georgette que en una libreta de apuntes Vallejo escribió sobre los libros que planeaba escribir o que estaban en elaboración, donde mencionaba un libro de "poemas humanos"; le pareció pues que este podría ser un título adecuado a su temática. No muy convencido, Porras aceptó la sugerencia y así fue como quedó establecido el título del poemario, que entonces incluía un pequeño grupo de poemas en prosa (que años después serían separados para conformar un bloque aparte con el epígrafe de "Poemas en prosa").
Sin embargo, después se supo que la hoja de la libreta aludida (de la cual, por lo demás, Georgette solo mostró una copia y nunca el original) estaba fechada el 20 de septiembre de 1929, es decir, cuando aún no eran escritos, al menos en su mayor parte, los llamados “Poemas humanos”. Ni tampoco hay alguna otra referencia de que el poeta en algún momento haya pensado nominar algún poemario de esa manera, si exceptuamos el testimonio oral de Georgette. Lo de “poemas humanos” (escrito así, en minúsculas, en la libreta de notas) se trataría solo de una descripción de la temática de un libro en proyección, mas no su título. Años después, la misma Georgette reconoció que lo más acertado habría sido denominar a todo el conjunto como “Versos nuevos”.
Queda entonces en el misterio cuál era el título que el poeta hubiera elegido para su poemario, que habría sido el tercero que publicara en vida, después de varios años de la aparición de "Trilce". Se sabe que Vallejo en la década de 1930 anunció varias veces su deseo de publicar un libro de poemas e incluso estuvo en tratativas con una editorial de España en 1935, pero, aparte de que fue un intento frustrado, no tenemos más información al respecto. 
En una entrevista que el periodista español César González Ruano hizo a Vallejo (publicada en El Heraldo de Madrid el 27 de enero de 1931), a la pregunta si tenía algún libro poético en proyección, el poeta respondió que trabajaba en uno titulado: “Instituto Central del Trabajo”. Este título aparece también en la hoja de apuntes citada por Georgette, descrito como “libro de poemas proletarios (a hacer)”. Pero sería aventurado relacionar este proyecto con los posteriormente llamados “Poemas humanos”.

## Ediciones del poemario
Después de la edición parisina de 1939 cabe destacar la publicación de Poesías completas. 1918-1938, con recopilación, prólogo y tres notas de César Miró. (Buenos Aires, Editorial Losada, 1949).
En 1968 y bajo la coordinación de Georgette Vallejo salió a la luz la Obra poética completa, que reproducía en facsímil los originales manuscritos; allí quedó organizada y dividida la obra poética póstuma de Vallejo de una manera ya bien definida: 
- Poemas en prosa (escritos entre 1923 y 1929), 
- Poemas humanos (escritos entre 1931 y 1937), y 
- España, aparta de mí este cáliz (escrito en 1937)
Posteriores ediciones de las obras completas de Vallejo han respetado tal división (conocida como edición de Moncloa), aunque no han faltado las posiciones divergentes, de parte de quienes consideran como invención lo hecho por Georgette, al dividir los poemas póstumos de Vallejo en dos bloques y titularlos como Poemas en prosa y Poemas humanos, sobre lo cual Vallejo no había dejado indicación alguna. También se observó que en esta nueva edición Georgette varió el orden de los poemas, divergiendo notablemente de la edición príncipe de 1939 que ella misma organizara, ignorándose el criterio que usó para tal reordenación. 
En 1978 el poeta español Juan Larrea publicó una nueva edición de los poemas póstumos de Vallejo bajo otro orden: los agrupó en Nómina de huesos (poemas escritos entre 1923-1936), Sermón de la barbarie (1936-1937) y España, aparta de mí este cáliz (1937) Al igual que en el caso de las ediciones de Georgette, se ha criticado también a esta reordenación, pues Larrea no sustentó debidamente el criterio que aplicó. Por ejemplo, en el caso del título de Nómina de huesos, adujo que en una conversación escuchó a Vallejo mencionar que tenía proyectado un libro de poemas con ese título, pero sobre lo cual no hay otro dato tangible. Y en cuanto al nombre de Sermón de la barbarie, nació de un verso desglosado del poema “Sermón de la muerte”, lo cual a todas luces se trataba de una invención de Larrea.
Como respuesta a toda esta anarquía, se publicó en 1988 una nueva edición de la poesía de Vallejo, bajo el título de César Vallejo - Obra poética, edición crítica coordinada por Américo Ferrari y donde se ha preferido agrupar todos los poemas póstumos de Vallejo (“Poemas de París”) bajo los epígrafes de Poemas póstumos I y Poemas póstumos II. Bajo el título de Poemas póstumos I se ordenaron en un solo bloque los ya conocidos tradicionalmente como Poemas en prosa y Poemas humanos; y bajo el rótulo de Poemas póstumos II se incluyó al poemario "España, aparta de mí este cáliz". No obstante, la distribución impuesta por la edición de Moncloa ha seguido siendo la más citada, sin duda por la costumbre.

## Datos complementarios
Los Poemas humanos, de acuerdo a la edición de Moncloa (1968) abarcan un total de 76 poemas, los cuales, según el testimonio de Georgette Vallejo, fueron escritos entre octubre de 1931 y el 21 de noviembre de 1937, siendo el último de ellos el poema donde el autor menciona a Georgette (“Ello es que el lugar donde me pongo…”).
Si bien buena parte de los textos mecanografiados de los poemas estaban fechados (mayormente entre 1936 y 1937), Georgette adujo que cada fecha correspondía a la última corrección a la que había sido sometido el poema por el autor y no a la fecha de su creación.
Sin duda, el más conocido poema de esta colección y más reproducido en las antologías, ha sido el titulado “Piedra negra sobre una piedra blanca” donde el poeta presiente su muerte en un “París con aguacero”:

Me moriré en París con aguacero,
un día del cual tengo ya el recuerdo.
Me moriré en París —y no me corro—
tal vez un jueves, como es hoy, de otoño.

El peculiar título de esta composición deriva de una tradición de los habitantes de Santiago de Chuco, la patria del poeta: el colocar una piedra negra sobre una piedra blanca para señalar los entierros.

## Análisis
Tras un largo período de inactividad poética, que media entre la publicación de "Trilce" (1922) hasta aproximadamente 1931, Vallejo empezó a escribir estos poemas que fue arrumando “en el cajón”, buena aparte de los cuales están fechados en los meses finales de 1937 cuando su producción literaria creció febrilmente. 
Aunque estos textos tratan algunos temas recurrentes del autor, muestran claras diferencias respecto a su obra poética anterior. Lo primero que se nota, en el plano formal, es su retorno a los ritmos conocidos, dejando de lado la experimentación del lenguaje, que había sido la nota predominante en "Trilce" hasta llevarlo al extremo del hermetismo. En esta nueva fase de su poética su lenguaje es relativamente más accesible para el lector común. El poeta buscaba precisamente acercarse más al pueblo.
Se considera que uno de los factores que más influyó en este cambio de rumbo de su poesía fue su adhesión al marxismo, pensamiento que coincidía con algunas de las preocupaciones que lo habían acompañado a lo largo de su vida.
Si bien la nota reiterativa en estos poemas sigue siendo la insatisfacción del poeta ante la vida y el pertinaz dolor de vivir, sin embargo, está vez trae consigo una nota de esperanza. Si bien es consciente que la superación de su angustia personal está en sus manos, también considera que radica en la de los demás hombres, todos unidos. Los hombres, por naturaleza, no somos independientes, sino interdependientes. Para el poeta, ya no es dable pensar en términos individuales, sino que la construcción de un mundo nuevo debe ser necesariamente colectiva. Su esperanza radica en que los hombres entrelazados por el amor eliminarán el mal y crearán un mundo unido y armonioso.
La piedad por el dolor de todos, que desde "Los heraldos negros" venía trasluciendo Vallejo, llega a ser en los "Poemas humanos" más que piedad: es amor, es solidaridad y es acción. Es amor, como en “Traspié entre dos estrellas”:

¡Amado sea aquel que tiene chinches,
el que lleva zapato roto bajo la lluvia,
el que vela el cadáver de un pan con dos cerillas,
el que se coge un dedo en una puerta,
el que no tiene cumpleaños,
el que perdió su sombra en un incendio,
el animal, el que parece un loro,
el que parece un hombre, el pobre rico,
el puro miserable, el pobre pobre!

Y es solidaridad, por ejemplo, en “Los nueve monstruos”, que acaba con un grito positivo: “hay, hermanos muchísimo que hacer"; o en otro poema, el titulado “Considerando en frío, imparcialmente”, donde después de tratar en poesía dialéctica la historia de la humanidad trabajadora, termina llamando al hombre y lo abraza en un gesto de “humana solidaridad”: 

y le doy un abrazo, emocionado.
¡Qué más da! Emocionado... Emocionado...

Y la necesidad de la acción que le embargaba puede vislumbrarse en el poema “Otro poco de calma, camarada”:

Vamos a ver, hombre;

cuéntame lo que me pasa,
que yo, aunque grite, estoy siempre a tus órdenes.